# روبرتو روسو
روبرتو روسو (بالإيطالية: Roberto Russo)‏ (28 يناير 1959 ميلانو إيطاليا - ) هو لاعب كرة قدم إيطالي. لعب 340 مباراة وسجل 66 هدف.

## مسيرته

### مسيرته مع الأندية
- 1975 - 1979 لعب مع نادي فاريسي 43 مباراة سجل خلالها 12 هدف.
- 1979 - 1982 لعب مع نادي جنوى 90 مباراة سجل خلالها 21 هدف.
- 1982 - 1983 لعب مع نادي بولونيا 24 مباراة سجل خلالها هدفين.
- 1983 - 1984 لعب مع نادي بيستويسي 28 مباراة سجل خلالها هدفين.
- 1984 - 1985 لعب مع نادي تشيزينا 33 مباراة سجل خلالها 7 أهداف.
- 1985 - 1987 لعب مع Campobasso FC [الإنجليزية]‏ 50 مباراة سجل خلالها 12 هدف.
- 1987 - 1988 لعب مع نادي أودينيزي 15 مباراة سجل خلالها هدف.
- 1988 - 1990 لعب مع نادي تريستينا 41 مباراة سجل خلالها 8 أهداف.
- 1990 - 1991 لعب مع  11 مباراة سجل خلالها هدف.
- 1991 - 1992 لعب مع Suzzara Sport Club [الإنجليزية]‏ 5 مباريات.